# 高橋ルイ
高橋 ルイ（たかはし るい、1991年11月7日 - ）は、神奈川県出身の、日本の柔道選手。階級は78kg級。身長170cm。組み手は左組み。血液型はO型。得意技はアキレス腱固め。父親はガーナ出身。

## 経歴
桜本中学から三浦学苑高校へ進むと、3年の時にインターハイの個人戦70kg級では初戦で敗れたが、団体戦で5位となった。2010年には古賀稔彦が柔道部総監督を務める新興の環太平洋大学に進学すると、2年の時に優勝大会で同級生のヌンイラ華蓮などとともに活躍して2位となった。学生体重別では決勝でヌンイラに敗れるも2位になった。体重別団体では優勝を飾った。さらに講道館杯でも3位となった。3年の時には優勝大会でチームの初優勝に貢献するが、体重別団体では3位だった。学生体重別では決勝でヌンイラに再び敗れた。4年の時には優勝大会で2連覇すると、体重別団体には出場しなかったがチームは優勝を飾った。学生体重別では決勝でヌンイラに敗れて3年連続で2位に終わった。2014年には国体要員として和歌山県庁の所属となると、選抜体重別では決勝まで進み了徳寺学園職員のヌンイラと対戦するが指導2で敗れた。その後階級を78kg級に上げると、2015年の選抜体重別では初戦でコマツの佐藤瑠香を裏投げで破って3位になった。また、和歌山県で開催された国体成年女子の部ではチームメイトの山部佳苗とともに活躍して3位となった。その後オージー技研の所属となると、2017年の東アジア選手権で国際大会初優勝を飾った。
また、2013年にはユニバーシアードのサンボ競技72kg級で優勝した。さらに世界選手権では決勝でウクライナのテティアナ・サベンコに1-2の僅差で敗れるも2位となった。2014年に成田で開催された世界選手権では2回戦でサベンコに0-1の僅差で敗れた。

## 戦績
70kg級での戦績
- 2009年 -　インターハイ　団体戦　5位
- 2011年 -　優勝大会　2位
- 2011年 -　学生体重別　2位
- 2011年 -　体重別団体　優勝
- 2011年 -　講道館杯　3位
- 2012年 -　優勝大会　優勝
- 2012年 -　学生体重別　2位
- 2012年 -　体重別団体　3位
- 2012年 -　グランプリ・青島　5位
- 2013年 -　優勝大会　優勝
- 2013年 -　学生体重別　2位
- 2013年 -　体重別団体　優勝
- 2014年 -　選抜体重別　2位

78kg級での戦績
- 2014年 -　講道館杯　5位
- 2015年 -　選抜体重別　3位
- 2015年 -　国体 成年女子の部　3位
- 2015年 -　講道館杯　3位
- 2016年 -　講道館杯　5位
- 2017年 -　東アジア選手権　個人戦　優勝　団体戦　3位

(出典、JudoInside.com)。
サンボでの戦績
- 2013年 -　ユニバーシアード　優勝
- 2013年 -　世界選手権　2位
- 2019年 -  世界選手権　2位